# Liste der Mitglieder der American Academy of Arts and Sciences/1811
Im Jahr 1811 wählte die American Academy of Arts and Sciences 7 Personen zu ihren Mitgliedern.

## Neugewählte Mitglieder
- Josiah Bartlett (1759–1820)
- Elisha Clap (1776–1830)
- James Dean (1776–1849)
- James Lloyd (1769–1831)
- Reuben Dimond Mussey (1780–1866)
- Isaac Parker (1768–1830)
- Samuel Cooper Thacher (1785–1818)